# Staatliche Feiertage in den Vereinigten Staaten
Die staatlichen Feiertage in den USA sind für Angestellte der Bundesregierung in § 6103 von Titel 5 des United States Code geregelt. In der Praxis hat es sich jedoch eingebürgert, dass diese allgemeinen gesetzlichen Feiertage in den meisten Bundesstaaten einheitlich begangen werden.

## Staatliche Feiertage
Die staatlichen Feiertage sind abgesehen von Weihnachten nicht religiöser Natur, da dies gegen den 1. Zusatzartikel zur Verfassung verstoßen würde, der die Etablierung einer staatlich geförderten Religion verbietet. Weihnachten ist die einzige Ausnahme, die in das Bundesgesetz über bundesstaatliche Feiertage von 1870 aufgenommen wurde, da die Staaten es damals schon zu einem Feiertag gemacht hatten.
Viele Feiertage erinnern an Ereignisse der nationalen Geschichte oder an gesellschaftliche Themen (Veteranen, Arbeiter, …). Feiertage in den USA sind nicht generell arbeitsfrei; ob gearbeitet werden muss oder nicht, hängt von den Vereinbarungen des Arbeitsvertrags ab. Angestellte und Beamte der Bundesregierung haben an den Bundesfeiertagen frei. In den Bundesstaaten sind solche Tage für Angestellte und Beamte des jeweiligen Bundesstaats arbeitsfrei, die der Bundesstaat zum Feiertag bestimmt hat. Banken und Finanzdienstleister halten meistens die Feiertage der New York Stock Exchange ein, die von den staatlichen Feiertagen geringfügig abweichen. Einzelhandel und andere private Arbeitgeber sind nicht an diese Feiertage gebunden.
Die folgenden elf Feiertage wurden vom Kongress zu gesetzlichen Feiertagen erklärt, und Bundesbehörden und Postämter sind an diesen Tagen geschlossen. Schulen und Geschäfte bleiben an den Hauptfeiertagen wie Independence Day, Thanksgiving und Christmas Day generell geschlossen, aber nicht unbedingt an Tagen wie Martin Luther King Day oder Juneteenth.

### Liste
- New Year’s Day (Neujahr) – 1. Januar
- Martin Luther King Day – dritter Montag im Januar
- Washington’s Birthday (Presidents’ Day) – dritter Montag im Februar
- Memorial Day (Gedenktag) – letzter Montag im Mai
- Juneteenth National Independence Day – 19. Juni
- Independence Day (Unabhängigkeitstag) – 4. Juli
- Labor Day (Tag der Arbeit) – erster Montag im September
- Columbus Day (Kolumbus-Tag) – zweiter Montag im Oktober
- Veterans Day (Veteranentag) – 11. November
- Thanksgiving Day (Erntedankfest) – vierter Donnerstag im November
- Christmas Day (Weihnachten) – 25. Dezember

1968 verabschiedete der Kongress auf den ausdrücklichen Wunsch der Tourismusbranche den Uniform Monday Holiday Act, der mehrere gesetzliche Feiertage auf den jeweils nächsten Montag verlegte, damit Amerikaner an diesen langen Wochenenden zu Reisen angeregt würden. Fünf Feiertage wurden dadurch jedoch nicht betroffen:
- New Year’s Day (Neujahr),
- Independence Day/Unabhängigkeitstag (am 4. Juli),
- Veterans Day (am 11. November),
- Thanksgiving (am jeweils vierten Donnerstag im November) und
- Weihnachten (am 25. Dezember).

Fallen Neujahr, der Unabhängigkeitstag oder Weihnachten auf einen Sonntag, so ist der folgende Tag ebenfalls ein Feiertag. Fällt einer dieser Tage auf einen Samstag, wird der Tag davor zum Feiertag.

## Einzelstaatliche Regelungen
Im engeren Sinne gibt es eigentlich keine bundeseinheitlichen oder nationalen Feiertage in den USA. Jeder der 50 Bundesstaaten kann über Feiertage selbst bestimmen.
Ob und wann allgemeine gesetzliche Feiertage auch in den einzelnen Staaten gefeiert werden, hängt deshalb von der Gesetzgebung des betreffenden Bundesstaats ab. Die Daten dieser und anderer Feiertage werden von der Regierung des Bundesstaats bestimmt, nicht von der amerikanischen Bundesregierung in Washington. Jeder Bundesstaat kann sich zum Beispiel für dasselbe Datum entscheiden, das der Präsident festgelegt hat; ein Bundesstaat kann einen Feiertag aber auch auf einen Tag legen, der für ihn besondere Bedeutung hat, oder entscheiden, ihn gar nicht zu feiern. Die meisten Bundesstaaten entscheiden sich jedoch für das Datum, an dem der Feiertag auch im Rest des Landes gefeiert wird.
Darüber hinaus gibt es noch andere gesetzliche oder offizielle Feiertage, die aber nur in einem bestimmten Bundesstaat oder nur in einer Region gefeiert werden. Die Schließung von Ämtern und Geschäften ist hier unterschiedlich, und ob die Tage arbeitsfrei sind, hängt nicht nur von örtlichen Gepflogenheiten, sondern auch und vor allem vom Arbeitgeber ab.
Gesetze und Verordnungen, welche die Sonntagsruhe schützen sollen, werden umgangssprachlich als Blue law bezeichnet.